# Bistrița
Bistrița (tyska: Bistritz, ungerska: Beszterce) är en stad (municipiu) i regionen Transsylvanien i norra Rumänien, belägen vid floden Bistrița, omkring 80 kilometer från staden Cluj-Napoca. Staden Bistrița är residensstad i länet Bistrița-Năsăud och hade 75 076 invånare 2011.
Viktiga näringar i staden är trä-, byggnads- och livsmedelsindustri. I närheten finns timmer- och vinproduktion.

## Historia
Bistrița grundades av tyska kolonister (saxare) på 1100-talet. Den blev fristad 1366, men var i långa perioder underställd den ungerske kungen. Dess belägenhet i bergen nära genomfartspasset till Moldova gav ett gott underlag för handel, och staden var på 1400-talet och början av 1500-talet av stor betydelse för världshandeln. Bistrița blev rumänskt 1918, men var åter ungerskt mellan 1940 och 1945.